# Zlatý potok (přítok Blanice)
Zlatý potok je nejdelší přítok jihočeské řeky Blanice. Délka toku činí 36,7 km. Plocha povodí měří 92,3 km².

## Průběh toku
Pramení na jihozápadním svahu Rohanovského vrchu v Libínské hornatině v nadmořské výšce okolo 930 m. Nejprve teče jihovýchodním směrem, protéká Skříněřovem. Po zhruba 6 kilometrech odtud se jeho tok obrací na sever. Tento směr si ponechává až ke svému ústí do Blanice, do které se vlévá zprava mezi Čichticemi a Blanicí, na jejím 41,0 říčním kilometru, v nadmořské výšce 429 m.

### Větší přítoky
- levé – Chrobolský potok, Študlarský potok, Nebahovský potok
- pravé – Luční potok, Tisovka, Křížovický potok, Záhořský potok

## Vodní režim
Průměrný průtok Zlatého potoka u ústí činí 0,60 m³/s.
Hlásný profil:
| místo       | říční km | plocha povodí | průměrný průtok (Qa) | stoletá voda (Q100) |
| ----------- | -------- | ------------- | -------------------- | ------------------- |
| Hracholusky | 8,70     | 74,97 km²     | 0,54 m³/s            | 55,0 m³/s           |

## Mlýny
Mlýny jsou seřazeny po směru toku potoka.
- Keplův mlýn – Chroboly, okres Prachatice
- Forkův mlýn – Kralovice u Nebahov, okres Prachatice, kulturní památka
- Bürgerův mlýn – Vitějovice, okres Prachatice, kulturní památka